# Источни улаз у национални парк Рајдинг маунтин
Источни улаз у национални парк Рајдинг маунтин је информациони и регистрациони комплекс, и једина од три преостале улазне капија у области Паркланда, у покрајини Манитоба, Канада, које су изграђене 30-их година 20. века на улазним правцима у национални парк Рајдинг маунтин.
Улазак у парк кроз ову капију је из руралне општине Меккрери. Комплекс је 1992. године проглашен за Националну и историјску знаменитост Канаде.

## Историјат
Након оснивања Националног парка Рајдинг маунтин, 1929. године, упрва парка изградила је три улазна капије - регистрациона комплекса: јужну (1931), источну (1933) и северну капију (1936), у рустичном стилу који се користио за изградњу ове врсте објеката на путним правцима у свим националним парковима Северне Америке.
Изградњу капије обавили су локални радници ангажованих кроз посебан програм Владе Канаде у време Велике кризе, која је трајала  између 1928. и 1939. године.

## Опис грађевине
Регистрациони комплекс се налази на месту где Манитоба аутопуту 19 са источне стране улази у национални парк Рајдинг маунтин. Састоји се од две куле, са сваке стране пута и павиљона од дрвета и камена. Куполе су међусобно повезане двостраним косим кровома (надстрешницом) која надкриљује аутопут између две куле.
Поред капије у саставу регистрационог комплекса налази се и павиљон за управника комплекса и чуваре парка. Зграда је једноставна, једноипоспратна грађевина правоугаоног облика са тремом и шупом са задње стране. Изграђена је од грубо притесаног камена и дрвених балвана у рустичном стилу. Препокривена је косим дрвеним кровом на две воде.